# Dialister propionicifaciens
Il Dialister propionicifaciens   è una specie di batterio appartenente alla famiglia delle Acidaminococcaceae.